# Lista de municípios do Rio Grande do Norte por IDH-M

Mapa do IDH do Rio Grande do Norte.Legenda:
Muito alto (nenhum município)
Alto (4 municípios)
Médio (93 municípios)
Baixo (70 municípios)
Muito baixo (nenhum município)

Esta é uma lista de municípios do estado do Rio Grande do Norte por Índice de Desenvolvimento Humano (IDH), segundo dados do Programa da Nações Unidas para o Desenvolvimento (PNUD) datados do ano 2010. De acordo com os dados de 2010, o município com o maior Índice de Desenvolvimento Humano no estado do Rio Grande do Norte era Parnamirim, com um índice de 0,766 (considerado alto), e o município com o menor índice foi João Dias, com um índice de 0,530(considerado baixo). De todos os municípios do estado, nenhum município registrou um IDH muito alto, enquanto 4 apresentaram um IDH alto, 93 municípios IDH médio, 70 IDH baixo, e nenhum município IDH muito baixo.
O cálculo do índice é composto a partir de dados de expectativa de vida ao nascer (IDH-L), educação (IDH-E), e PIB em Paridade do Poder de Compra per capita (IDH-R) recolhidos em nível nacional ou regional, e possui o objetivo de medir o padrão de vida. O índice foi desenvolvido em 1990 pelos economistas Amartya Sen e Mahbub ul Haq, e vem sendo usado desde 1993 pelo Programa das Nações Unidas para o Desenvolvimento (PNUD).
O Índice de Desenvolvimento Humano varia de 0 até 1, e nesta lista é dividido em cinco categorias: IDH muito alto (0,800 – 1,000), IDH alto (0,700 – 0,799), IDH médio (0,600  0,699), IDH baixo (0,500 – 0,599) e IDH muito baixo (0,000 – 0,499).

## Lista

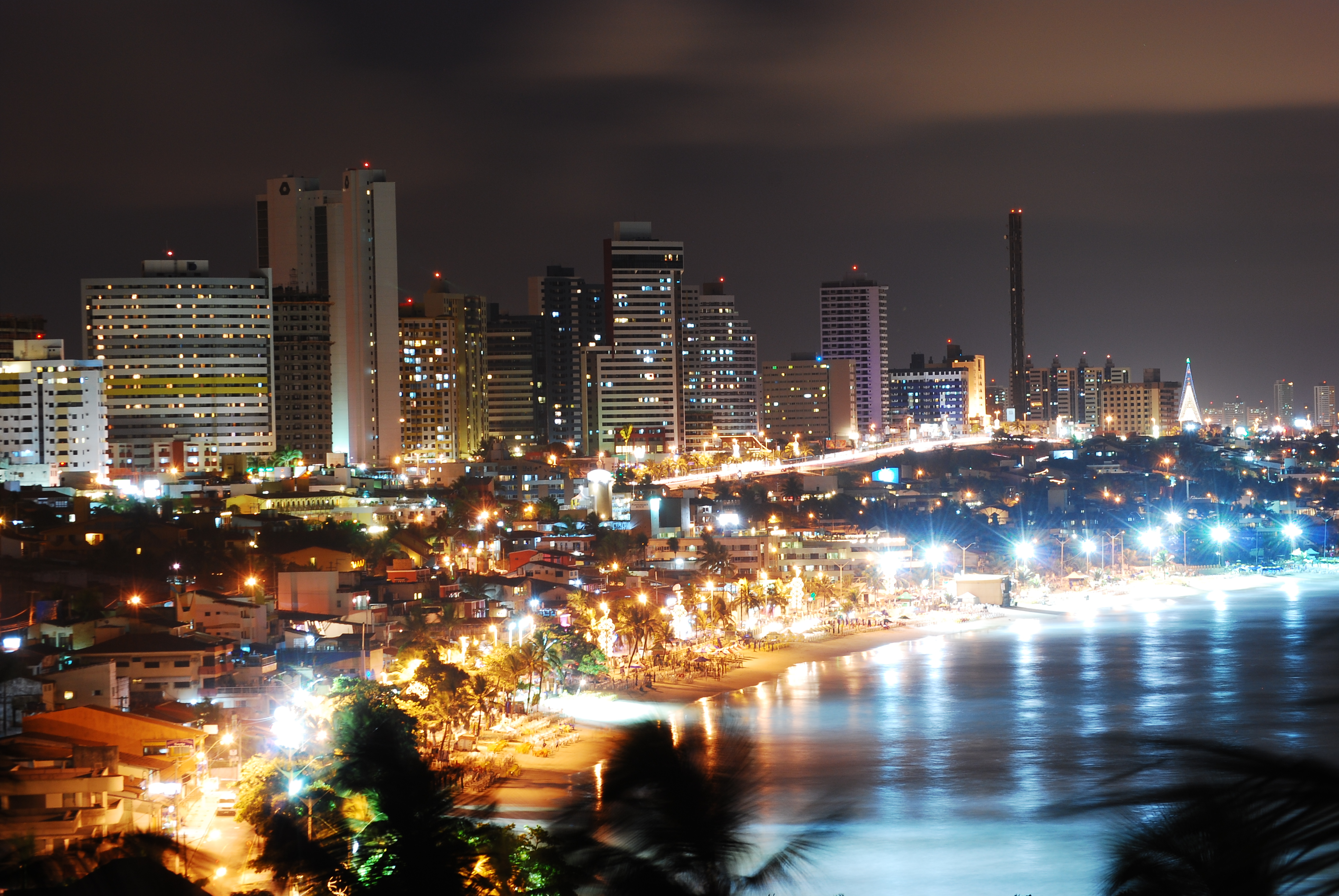
Natal, capital do Rio Grande do Norte.

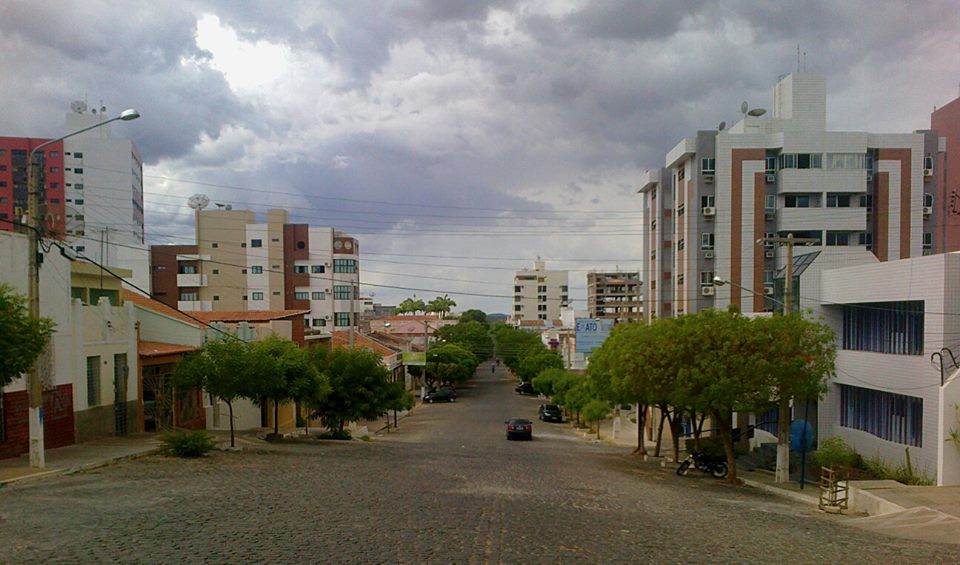
Centro de Caicó.

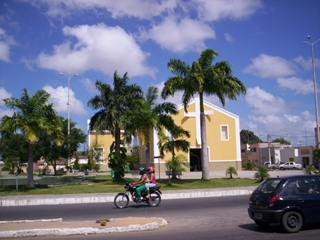
Parnamirim, na Região Metropolitana de Natal.

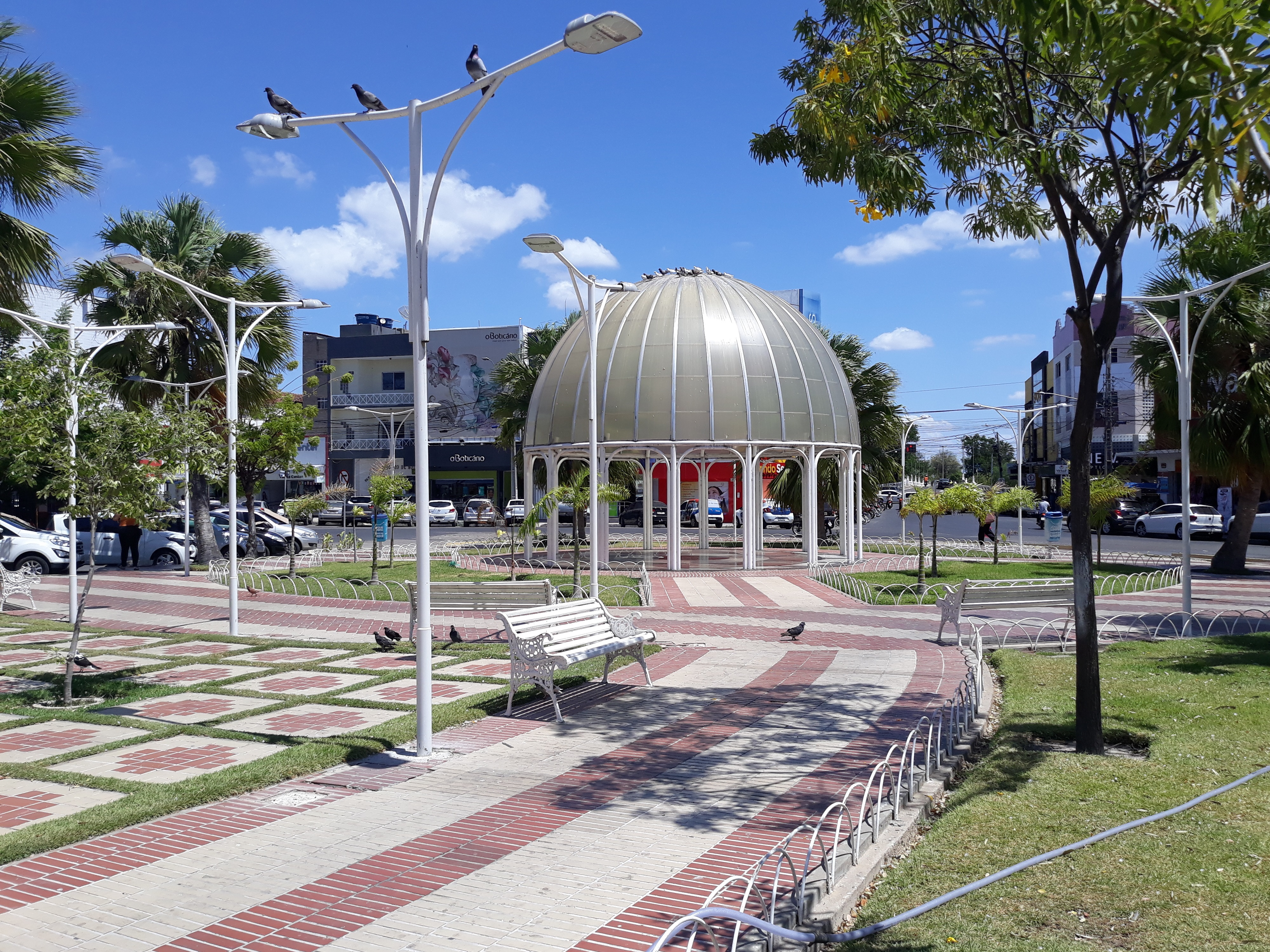
Praça Rodolfo Fernandes, em Mossoró.

| Posição           | Municípío                       | Dados de 2010    | Dados de 2010    | Dados de 2010    | Dados de 2010    |
| Posição           | Municípío                       | IDH-M            | IDH-L            | IDH-R            | IDH-E            |
| IDH-M muito alto  | IDH-M muito alto                | IDH-M muito alto | IDH-M muito alto | IDH-M muito alto | IDH-M muito alto |
| ----------------- | ------------------------------- | ---------------- | ---------------- | ---------------- | ---------------- |
| nenhum município  |                                 |                  |                  |                  |                  |
| IDH-M alto        |                                 |                  |                  |                  |                  |
| 1                 | Parnamirim                      | 0,766            | 0,825            | 0,750            | 0,726            |
| 2                 | Natal                           | 0,763            | 0,835            | 0,768            | 0,694            |
| 3                 | Mossoró                         | 0,720            | 0,811            | 0,694            | 0,663            |
| 4                 | Caicó                           | 0,710            | 0,824            | 0,703            | 0,619            |
| IDH-M médio       |                                 |                  |                  |                  |                  |
| 5                 | São José do Seridó              | 0,694            | 0,815            | 0,634            | 0,647            |
| 6                 | Currais Novos                   | 0,691            | 0,794            | 0,673            | 0,617            |
| 7                 | Areia Branca                    | 0,682            | 0,747            | 0,611            | 0,571            |
| 8                 | Ipueira                         | 0,679            | 0,788            | 0,627            | 0,633            |
| 9                 | Acari                           | 0,679            | 0,779            | 0,633            | 0,634            |
| 10                | Pau dos Ferros                  | 0,678            | 0,803            | 0,666            | 0,584            |
| 11                | Parelhas                        | 0,676            | 0,802            | 0,625            | 0,617            |
| 12                | Alto do Rodrigues               | 0,672            | 0,800            | 0,647            | 0,585            |
| 13                | Macau                           | 0,665            | 0,792            | 0,650            | 0,572            |
| 14                | Rafael Godeiro                  | 0,654            | 0,789            | 0,583            | 0,607            |
| 15                | Grossos                         | 0,664            | 0,664            | 0,633            | 0,585            |
| 16                | Jardim do Seridó                | 0,663            | 0,772            | 0,647            | 0,584            |
| 17                | São Gonçalo do Amarante         | 0,661            | 0,819            | 0,619            | 0,564            |
| 18                | Assu                            | 0,661            | 0,795            | 0,641            | 0,568            |
| 19                | Extremoz                        | 0,660            | 0,808            | 0,640            | 0,555            |
| 20                | Carnaúba dos Dantas             | 0,659            | 0,796            | 0,624            | 0,577            |
| 21                | São João do Sabugi              | 0,655            | 0,779            | 0,620            | 0,581            |
| 22                | Cruzeta                         | 0,654            | 0,748            | 0,602            | 0,621            |
| 23                | Lucrécia                        | 0,646            | 0,785            | 0,624            | 0,551            |
| 24                | Tibau do Sul                    | 0,645            | 0,794            | 0,672            | 0,504            |
| 25                | Ouro Branco                     | 0,645            | 0,789            | 0,610            | 0,558            |
| 26                | Messias Targino                 | 0,644            | 0,779            | 0,608            | 0,565            |
| 27                | São Vicente                     | 0,642            | 0,787            | 0,606            | 0,556            |
| 28                | Santana do Seridó               | 0,642            | 0,767            | 0,595            | 0,580            |
| 29                | Florânia                        | 0,642            | 0,775            | 0,611            | 0,560            |
| 30                | Timbaúba dos Batistas           | 0,640            | 0,723            | 0,614            | 0,591            |
| 31                | Macaíba                         | 0,640            | 0,784            | 0,613            | 0,545            |
| 32                | Apodi                           | 0,639            | 0,747            | 0,611            | 0,571            |
| 33                | Goianinha                       | 0,638            | 0,783            | 0,619            | 0,537            |
| 34                | Caraúbas                        | 0,638            | 0,786            | 0,594            | 0,556            |
| 35                | Felipe Guerra                   | 0,636            | 0,768            | 0,582            | 0,575            |
| 36                | Tibau                           | 0,635            | 0,769            | 0,627            | 0,530            |
| 37                | Santa Cruz                      | 0,635            | 0,761            | 0,597            | 0,564            |
| 38                | Pendências                      | 0,631            | 0,753            | 0,633            | 0,526            |
| 39                | Nova Cruz                       | 0,629            | 0,788            | 0,589            | 0,537            |
| 40                | Encanto                         | 0,629            | 0,787            | 0,589            | 0,536            |
| 41                | Bodó                            | 0,629            | 0,772            | 0,570            | 0,565            |
| 42                | São Francisco do Oeste          | 0,628            | 0,779            | 0,581            | 0,547            |
| 43                | Várzea                          | 0,626            | 0,771            | 0,577            | 0,552            |
| 44                | Guamaré                         | 0,626            | 0,769            | 0,532            | 0,505            |
| 45                | Campo Redondo                   | 0,626            | 0,758            | 0,554            | 0,584            |
| 46                | Lajes Pintadas                  | 0,625            | 0,769            | 0,569            | 0,568            |
| 47                | Lajes                           | 0,624            | 0,756            | 0,578            | 0,557            |
| 48                | Itajá                           | 0,624            | 0,769            | 0,586            | 0,539            |
| 49                | Angicos                         | 0,624            | 0,756            | 0,606            | 0,540            |
| 50                | Almino Afonso                   | 0,624            | 0,739            | 0,578            | 0,568            |
| 51                | Tenente Laurentino Cruz         | 0,623            | 0,737            | 0,559            | 0,586            |
| 52                | Equador                         | 0,623            | 0,765            | 0,578            | 0,546            |
| 53                | São Paulo do Potengi            | 0,622            | 0,784            | 0,584            | 0,555            |
| 54                | Nísia Floresta                  | 0,622            | 0,773            | 0,601            | 0,518            |
| 55                | Martins                         | 0,622            | 0,772            | 0,580            | 0,538            |
| 56                | Portalegre                      | 0,621            | 0,754            | 0,581            | 0,547            |
| 57                | Doutor Severiano                | 0,621            | 0,747            | 0,567            | 0,566            |
| 58                | Campo Grande                    | 0,621            | 0,774            | 0,624            | 0,495            |
| 59                | Santo Antônio                   | 0,620            | 0,782            | 0,595            | 0,512            |
| 60                | Umarizal                        | 0,618            | 0,792            | 0,590            | 0,506            |
| 61                | Patu                            | 0,618            | 0,768            | 0,599            | 0,513            |
| 62                | Major Sales                     | 0,617            | 0,774            | 0,573            | 0,529            |
| 63                | Ceará-Mirim                     | 0,616            | 0,774            | 0,599            | 0,505            |
| 64                | Água Nova                       | 0,616            | 0,776            | 0,527            | 0,572            |
| 65                | São José do Campestre           | 0,615            | 0,789            | 0,564            | 0,522            |
| 66                | Janduís                         | 0,615            | 0,776            | 0,567            | 0,529            |
| 67                | Serra do Mel                    | 0,614            | 0,773            | 0,574            | 0,521            |
| 68                | Pilões                          | 0,614            | 0,777            | 0,566            | 0,527            |
| 69                | Itaú                            | 0,614            | 0,727            | 0,588            | 0,542            |
| 70                | Taboleiro Grande                | 0,612            | 0,792            | 0,570            | 0,507            |
| 71                | São Rafael                      | 0,611            | 0,787            | 0,588            | 0,493            |
| 72                | São José de Mipibu              | 0,611            | 0,748            | 0,599            | 0,508            |
| 73                | Monte Alegre                    | 0,609            | 0,770            | 0,578            | 0,507            |
| 74                | Marcelino Vieira                | 0,609            | 0,776            | 0,571            | 0,510            |
| 75                | Baía Formosa                    | 0,609            | 0,718            | 0,590            | 0,534            |
| 76                | Tangará                         | 0,608            | 0,770            | 0,566            | 0,516            |
| 77                | São Fernando                    | 0,608            | 0,750            | 0,591            | 0,508            |
| 78                | Rafael Fernandes                | 0,608            | 0,737            | 0,588            | 0,518            |
| 79                | Maxaranguape                    | 0,608            | 0,764            | 0,582            | 0,506            |
| 80                | Luís Gomes                      | 0,608            | 0,776            | 0,545            | 0,531            |
| 81                | José da Penha                   | 0,608            | 0,778            | 0,583            | 0,489            |
| 82                | São Miguel                      | 0,606            | 0,747            | 0,574            | 0,518            |
| 83                | Passa-e-Fica                    | 0,606            | 0,763            | 0,565            | 0,516            |
| 84                | Francisco Dantas                | 0,606            | 0,732            | 0,582            | 0,523            |
| 85                | Cerro Corá                      | 0,606            | 0,754            | 0,573            | 0,518            |
| 86                | Arez                            | 0,606            | 0,725            | 0,587            | 0,523            |
| 87                | Alexandria                      | 0,606            | 0,779            | 0,581            | 0,491            |
| 88                | Ruy Barbosa                     | 0,605            | 0,780            | 0,548            | 0,517            |
| 89                | Severiano Melo                  | 0,604            | 0,728            | 0,579            | 0,522            |
| 90                | Rodolfo Fernandes               | 0,604            | 0,758            | 0,561            | 0,519            |
| 91                | Jaçanã                          | 0,604            | 0,773            | 0,559            | 0,509            |
| 92                | Jardim de Piranhas              | 0,603            | 0,792            | 0,590            | 0,469            |
| 93                | Paraú                           | 0,603            | 0,721            | 0,582            | 0,522            |
| 94                | Ipanguaçu                       | 0,603            | 0,744            | 0,568            | 0,518            |
| 95                | Triunfo Potiguar                | 0,602            | 0,730            | 0,579            | 0,516            |
| 96                | Lagoa d'Anta                    | 0,601            | 0,739            | 0,580            | 0,507            |
| 97                | Jucurutu                        | 0,601            | 0,755            | 0,583            | 0,492            |
| IDH-M baixo       |                                 |                  |                  |                  |                  |
| 98                | Serrinha dos Pintos             | 0,598            | 0,782            | 0,555            | 0,492            |
| 99                | Monte das Gameleiras            | 0,598            | 0,770            | 0,578            | 0,507            |
| 100               | Serra Negra do Norte            | 0,597            | 0,787            | 0,578            | 0,468            |
| 101               | Frutuoso Gomes                  | 0,597            | 0,737            | 0,565            | 0,512            |
| 102               | Fernando Pedroza                | 0,597            | 0,727            | 0,565            | 0,519            |
| 103               | Upanema                         | 0,596            | 0,758            | 0,542            | 0,516            |
| 104               | São Bento do Trairi             | 0,595            | 0,763            | 0,526            | 0,525            |
| 105               | Jundiá                          | 0,595            | 0,775            | 0,552            | 0,492            |
| 106               | João Câmara                     | 0,595            | 0,724            | 0,600            | 0,484            |
| 107               | Viçosa                          | 0,592            | 0,747            | 0,552            | 0,502            |
| 108               | Tenente Ananias                 | 0,592            | 0,779            | 0,570            | 0,468            |
| 109               | Serrinha                        | 0,592            | 0,757            | 0,547            | 0,502            |
| 110               | Riachuelo                       | 0,592            | 0,767            | 0,561            | 0,481            |
| 111               | Governador Dix-Sept Rosado      | 0,592            | 0,769            | 0,564            | 0,485            |
| 112               | Brejinho                        | 0,592            | 0,722            | 0,585            | 0,492            |
| 113               | Santana do Matos                | 0,591            | 0,767            | 0,559            | 0,482            |
| 114               | São Miguel do Gostoso           | 0,591            | 0,790            | 0,558            | 0,468            |
| 115               | Riacho de Santana               | 0,591            | 0,776            | 0,545            | 0,489            |
| 116               | Santa Maria                     | 0,590            | 0,779            | 0,554            | 0,477            |
| 117               | Porto do Mangue                 | 0,590            | 0,732            | 0,558            | 0,504            |
| 118               | São Pedro                       | 0,589            | 0,794            | 0,574            | 0,449            |
| 119               | Passagem                        | 0,589            | 0,747            | 0,547            | 0,501            |
| 120               | Paraná                          | 0,589            | 0,776            | 0,532            | 0,496            |
| 121               | Lagoa de Velhos                 | 0,589            | 0,789            | 0,566            | 0,458            |
| 122               | Carnaubais                      | 0,589            | 0,738            | 0,583            | 0,476            |
| 123               | Vera Cruz                       | 0,587            | 0,735            | 0,558            | 0,494            |
| 124               | Poço Branco                     | 0,587            | 0,766            | 0,562            | 0,471            |
| 125               | Coronel Ezequiel                | 0,587            | 0,778            | 0,545            | 0,476            |
| 126               | Caiçara do Rio do Vento         | 0,587            | 0,734            | 0,553            | 0,499            |
| 127               | São Tomé                        | 0,585            | 0,770            | 0,565            | 0,461            |
| 128               | Olho d'Água do Borges           | 0,585            | 0,719            | 0,577            | 0,482            |
| 129               | Lagoa Nova                      | 0,585            | 0,764            | 0,542            | 0,483            |
| 130               | Afonso Bezerra                  | 0,585            | 0,713            | 0,560            | 0,502            |
| 131               | Riacho da Cruz                  | 0,584            | 0,751            | 0,545            | 0,487            |
| 132               | Bom Jesus                       | 0,584            | 0,743            | 0,583            | 0,460            |
| 133               | Senador Elói de Souza           | 0,583            | 0,752            | 0,523            | 0,504            |
| 134               | Serra de São Bento              | 0,582            | 0,741            | 0,551            | 0,482            |
| 135               | Pedro Avelino                   | 0,583            | 0,788            | 0,577            | 0,435            |
| 136               | Lagoa Salgada                   | 0,582            | 0,761            | 0,551            | 0,464            |
| 137               | Bento Fernandes                 | 0,582            | 0,737            | 0,542            | 0,494            |
| 138               | Canguaretama                    | 0,579            | 0,718            | 0,557            | 0,486            |
| 139               | Coronel João Pessoa             | 0,578            | 0,748            | 0,549            | 0,471            |
| 140               | Antônio Martins                 | 0,578            | 0,760            | 0,554            | 0,458            |
| 141               | Vila Flor                       | 0,576            | 0,722            | 0,561            | 0,471            |
| 142               | Caiçara do Norte                | 0,574            | 0,727            | 0,572            | 0,454            |
| 143               | Boa Saúde                       | 0,574            | 0,771            | 0,511            | 0,481            |
| 144               | Baraúna                         | 0,574            | 0,756            | 0,562            | 0,446            |
| 145               | Touros                          | 0,572            | 0,716            | 0,562            | 0,466            |
| 146               | Sítio Novo                      | 0,572            | 0,722            | 0,528            | 0,491            |
| 147               | Senador Georgino Avelino        | 0,570            | 0,748            | 0,543            | 0,455            |
| 148               | Taipu                           | 0,569            | 0,778            | 0,544            | 0,435            |
| 149               | Rio do Fogo                     | 0,569            | 0,738            | 0,546            | 0,547            |
| 150               | Japi                            | 0,569            | 0,726            | 0,528            | 0,480            |
| 151               | Jandaíra                        | 0,569            | 0,709            | 0,561            | 0,462            |
| 152               | Pedro Velho                     | 0,568            | 0,738            | 0,562            | 0,442            |
| 153               | Pureza                          | 0,567            | 0,774            | 0,516            | 0,456            |
| 154               | Barcelona                       | 0,566            | 0,726            | 0,562            | 0,442            |
| 155               | Jardim de Angicos               | 0,565            | 0,740            | 0,557            | 0,437            |
| 156               | Galinhos                        | 0,564            | 0,723            | 0,578            | 0,429            |
| 157               | Serra Caiada                    | 0,563            | 0,713            | 0,552            | 0,453            |
| 158               | Pedra Grande                    | 0,559            | 0,773            | 0,526            | 0,430            |
| 159               | Pedra Preta                     | 0,558            | 0,752            | 0,530            | 0,435            |
| 160               | Espírito Santo                  | 0,558            | 0,748            | 0,549            | 0,423            |
| 161               | Montanhas (Rio Grande do Norte) | 0,557            | 0,700            | 0,553            | 0,447            |
| 162               | Venha-Ver                       | 0,555            | 0,722            | 0,501            | 0,473            |
| 163               | São Bento do Norte              | 0,555            | 0,760            | 0,541            | 0,415            |
| 164               | Lagoa de Pedras                 | 0,553            | 0,734            | 0,529            | 0,436            |
| 165               | Ielmo Marinho                   | 0,550            | 0,766            | 0,521            | 0,418            |
| 166               | Parazinho                       | 0,549            | 0,719            | 0,543            | 0,424            |
| 167               | João Dias                       | 0,530            | 0,771            | 0,495            | 0,390            |
| IDH-M muito baixo |                                 |                  |                  |                  |                  |
| nenhum município  |                                 |                  |                  |                  |                  |

## Evolução do IDH
| IDH  | Muito Alto | Alto | Médio | Baixo | Muito Baixo |
| ---- | ---------- | ---- | ----- | ----- | ----------- |
| 1991 | 0          | 0    | 0     | 1     | 106         |
| 2000 | 0          | 0    | 3     | 31    | 133         |
| 2010 | 0          | 4    | 93    | 74    | 0           |